# 71-й армійський корпус (Третій Рейх)
LXXI-й (71-й) армі́йський ко́рпус (нім. LXXI. Armeekorps) — армійський корпус Вермахту за часів Другої світової війни.

## Історія
LXXI-й армійський корпус був сформований 25 січня 1943 на основі 71-го командування особливого призначення в Норвегії.

## Райони бойових дій
- Північна Норвегія (січень 1943 — травень 1945).

## Командування

### Командири
- генерал артилерії Віллі Мозер (нім. Willi Moser) (26 січня 1943 — 15 грудня 1944);
- генерал-лейтенант, з 1 березня 1945 генерал артилерії барон Антон Райхард фон Маухенгайм (нім. Anton Reichard Freiherr von Mauchenheim von Bechtolsheim) (15 грудня 1944 — 8 травня 1945).

## Бойовий склад 71-го армійського корпусу
Формування управління, забезпечення та підтримки
- 471-й корпусний батальйон зв'язку (Korps-Nachrichten-Abteilung 471);
- 71-й польовий батальйон (Feldersatz Bataillon LXXI).

- 199-та піхотна дивізія (199. Infanterie-Division);
- 230-та піхотна дивізія (230. Infanterie-Division);
- 270-та піхотна дивізія (270. Infanterie-Division).

- 199-та піхотна дивізія;
- 230-та піхотна дивізія;
- 270-та піхотна дивізія.

- 199-та піхотна дивізія;
- 230-та піхотна дивізія;
- 270-та піхотна дивізія.

- 199-та піхотна дивізія;
- 210-та піхотна дивізія (210. Infanterie-Division);
- фортечна бригада «Лофотен» (Festungs-Brigade Lofoten).

- 210-та піхотна дивізія;
- 230-та піхотна дивізія;
- 7-ма гірсько-піхотна дивізія (7. Gebirgs-Division);
- 503-тя гренадерська бригада (Grenadier-Brigade 503);
- 139-та гірсько-піхотна бригада (Gebirgsjäger-Brigade 139);
- фортечна бригада «Лофотен».

- 210-та піхотна дивізія;
- 230-та піхотна дивізія;
- 140-ва дивізія особливого призначення (Division K-Divisionsstab z.b.V. 140);
- 503-тя гренадерська бригада;
- 139-та гірсько-піхотна бригада;
- фортечна бригада «Лофотен».